# El Valle (Sòria)
El Valle és una comarca natural arrecerada per les serres de Cebollera, Tabanera i Carcaña, situada al nord de la província de Sòria, Castella i Lleó (Espanya) i formada pels següents municipis:
- Rebollar
- Rollamienta
- Sotillo del Rincón
- Valdeavellano de Tera (cap de comarca)
- Villar del Ala

La superfície de la comarca és de 120,7 km²; la seva població és tan sols de 605 habitants. Per l'interior discorre el riu Razón.
Per extensió, solen ser considerats municipis també d'El Valle els situats a la vora del riu Tera, a més d'El Royo (Almarza i La Póveda de Soria). Des d'aquest punt de vista, limita amb les següents comarques: al nord amb Cameros, al sud amb la comarca de Sòria i el Campo de Gómara, a l'est amb Tierras Altas i a l'oest amb Pinares.
És coneguda popularment com a Petita Suïssa Soriana per la seva verdor. D'ella n'és originària la mantega amb denominació d'origen "Mantequilla de Soria".